# Estnische Musik- und Theaterakademie
Die Estnische Musik- und Theaterakademie (estnisch: Eesti Muusika- ja Teatriakadeemia) ist eine staatliche Musikhochschule in Tallinn, Estland.

## Geschichte
Sie geht zurück auf die 1918 gegründete private Höhere Musikschule Tallinn; 1923 wurde sie in Konservatorium Tallinn (Tallinna Konservatorium) umbenannt, das 1935 verstaatlicht wurde. 1957 wurde die 1938 gegründete Staatliche Dramaschule als Drama-Fakultät in die nunmehr sowjetische Lehranstalt integriert. 1989 erfolgte die Rückbenennung in Konservatorium Tallinn und 1993 die Umbenennung in Estnische Musikakademie (Eesti Muusikaakadeemia); die Drama-Fakultät wiederum wurde 1995 in Höhere Theaterschule umbenannt.
Die Akademie hat gegenwärtig (Stand: 2020) rund 560 Studenten und 260 wissenschaftliche Angestellte.

## Persönlichkeiten
Bekanntester Absolvent ist der weltberühmte estnische Komponist Arvo Pärt.
Lehrer
Zu den Lehrenden des Konservatoriums und der Musikakademie gehörten oder gehören
- Adolf Vedro, Musiktheorie, Kontrabass, 1920–1941
- Hugo Lepnurm, Musiktheorie, Orgel, 1936–1994 mit Unterbrechungen
- Villem Kapp, Komposition, 1944–1964
- Harri Otsa, Musiktheorie, 1962–1988
- Lepo Sumera, Komposition, 1978–2000
- Jaan Rääts
- Heino Jürisalu
- Gustav Ernesaks
- René Eespere
- Els Aarne
- Artur Kapp, Komposition
- Erkki-Sven Tüür Komposition, 1989–1992.
- Andres Uibo, seit 1994

Studenten
An der Musikakademie studierten
- Arvo Pärt
- Evald Aav
- Ester Mägi
- Urmas Sisask
- Peeter Vähi
- Tarmo Vaask
- Wladimir Chromtschenko, Organist und Orgelbauer

Ehrendoktoren
- Virgilijus Noreika (1935–2018), litauischer Tenor und Professor